# 洪都拉斯國家足球協會
洪都拉斯國家足球協會是專門管轄洪都拉斯足球事務的組織。洪都拉斯國家足球協會成立於1951年，並在同年加入國際足協。此外，它還是中北美洲及加勒比海足球協會和中美洲足球聯盟的成員之一。

## 外部連結
- 官方網頁 （页面存档备份，存于）
- 國際足協網頁 （页面存档备份，存于）